# Mycalesis pallida
Mycalesis pallida är en fjärilsart som beskrevs av James John Joicey och Talbot 1916. Mycalesis pallida ingår i släktet Mycalesis och familjen praktfjärilar. Inga underarter finns listade i Catalogue of Life.